# Загадка
За́гадка (від слова гадати, тобто думати, вгадувати) — жанр усної народної творчості, дотепне запитання, часто у віршованій формі. Є в фольклорі всіх народів світу.

## Визначення
Загадка — це художнє алегоричне зображення якоїсь істоти, предмета або явища шляхом несподіваного зближення її з іншою істотою, предметом або явищем.
Хитромудре запитання зазвичай має просту відгадку. Народність жанру підкреслює побутова тематика багатьох загадок, етнічність — часта прив'язка до побуту і реалій життя конкретного етносу, особливості його ментального, матеріального і духовного розвитку, специфіка образного мислення тощо.
Особливим різновидом загадок є ребус.

## Особливості загадок
Загадка — своєрідний і дуже давній вид народної творчості. В сиву давнину загадкам надавали магічного значення, вони були пов'язані з культовими обрядами й звичаями, в них помітні сліди первісного світогляду. Вміле відгадування загадок вважалося ознакою розуму і щасливої вдачі. Загадки служили засобом випробовування мудрості, зрілості людини. Згодом вони втратили свою колишню функцію і використовувались як одна з форм культурної розваги. В передньому слові до збірочки «350 загадок молодим і старим на забаву» (Коломия, 1911) її упорядник А.Онищук писав з цього приводу:
|  | Збереться де гурток людей — чи то на вечерницях у кого, на хрестинах або весіллю, а вже — біля веселих жартів і пісень — сипляться також загадочки одна за одною, наче з рукава. Один загадує, інші думають над розгадкою, дають відповіді, та не все влучні, а він, певний, що ніхто не відгадає, — жартує з присутніх... Але нараз хтось дотепний відгадує, а сам, відгадавши, новою загадкою, як кажуть, заб'є клина своєму попередникові і т.д., забава весело продовжується... |

Загадка вживається не лише для активізації пізнавальних можливостей дитини (та й дорослих), практикованих етнопедагогікою, чи гуртової розваги, а й почасти містить у собі філософський зміст («Ой що росте без кореня, / А що біжить без повода, / А що цвіте да без цвіту?»), пов'язується із міфологічним світобаченням: «Зоря-зірниця, красна дівиця, по небу гуляла, сльози роняла; / Місяць бачив — не підняв, сонце встало і забрало» (роса).
Загадки характеризуються яскравою пластичною образністю, багатством алітерацій та асонансів, вишуканою поетичністю:
Через Дунай глибокий
Біг кінь білобокий,
Як упав, заіржав —
Білий світ задрижав (гроза, грім).
У наш час загадки продовжують своє широке побутування, в першу чергу, у спілкуванні українців, але також почасти перейшовши у сферу ЗМІ, в тому числі і електронних.

## Історія жанру і збирання народних загадок
Одна з теорій про походження загадок як жанру фольклору не без підстав вказує як на джерело їх виникнення непрямої образної мови у давньому суспільстві, коли існували деякі заборони і перестороги на називання певних людей, істот, явищ тощо. Так, у народів Півночі Євразії обожнюваного ведмедя, що навіював страх і шану одночасно, і вважався пов'язаним з першопредками, не прийнято було називати прямим словом, а лише обхідним, часто пестливим «дід, дідуган».
У суспільствах всіх народів і часів образне мовлення, «казання загадками» вважалося ознакою мудрості. Так, у давніх греків віщування і висловлювання оракулів найчастіше робилися у формі загадок, що нерідко передбачали декілька можливих трактувань відповідей. Освіта і філософські школи також нерідко застосовували загадки для оформлення своїх ідей.
Дуже рано до загадки звернулись європейські мислителі і митці професійної літератури. Окремі загадки подибуємо в літературі Середньовіччя — в Київській Русі у творчості Данила Заточника; у філософів Київської школи епохи Відродження (Іпатій Потій, Станіслав Оріховський, Іван Калимон тощо).
Особливої популярності загадки зажили в XVII — XVIII ст., коли літературні загадки творять Буало, Руссо тощо. Нова хвиля зацікавлення загадками була пов'язана з одного боку з розвитком романтизму в літературі, особливо в Німеччині (Брентано, Гауфф тощо), а з іншого — з поєднаним з романтизмом зверненням до національного коріння, початком збирання, фіксації і публікації зразків народної творчості.

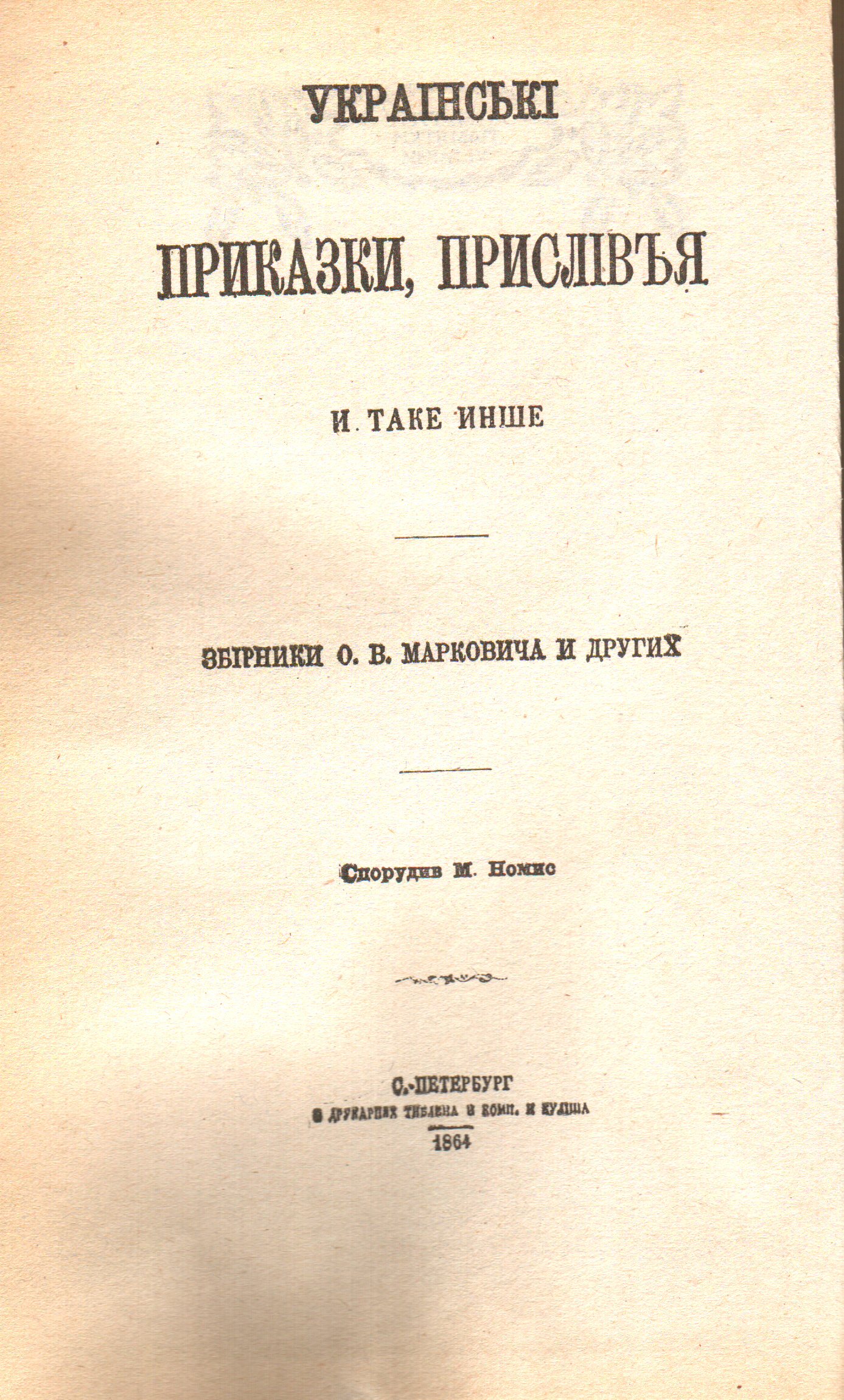
Перша сторінка видання М.Номиса «Українські приказки, прислів'я і таке інше» (1864)

Збирання та видання українських народних загадок почалося у першій половині XIX ст.: Г. Ількевич, «Галицькі приповідки і загадки» (Відень, 1841); О. Семеновський «Малороссийские и галицкие загадки» (К., 1851. — т. 1; 1872. — т. 2); М.Номис «Українські приказки, прислів'я і таке інше» (1864); П. Чубинський «Труды этнографическо-статистической экспедиции…» (1877. — т. 1 — Вип. 2) та ін.
Іван Франко — автор першої, на жаль, незакінченої розвідки про українські загадки «Останки первісного світогляду в руських і польських загадках народних» («Зоря», 1884, ч. 15-20). В українській фольклористиці загадка лишається не достатньо вивченим жанром.
Загадка не тільки вплинула на творчість окремих українських поетів, які написали відповідні авторські твори (Л. Глібов, Ю. Федькович, І. Франко, С. Васильченко), вона складає основу поетичних тропів — метафори, метонімії, оксиморону і т.п, що засвідчує лірика П. Тичини, Б.-І. Антонича, В. Голобородька, І. Калинця, Віри Вовк, М. Воробйова, М. Григоріва та ін.
Яскравий приклад загадки із поетичної спадщини В. Свідзинського, де вона набула високої художньої культури:
Під голубою водою
Живу я, живу…
Золотоокий рибак надо мною
Закидає сіть огневу.
Крізь принадливі очка — знаю —
Не раз, не два я промкнусь,
В баговінню садів погуляю,
А колись таки попадусь.
Спопеліє, застигне смутно
Жовтава зоря в імлі,
Ніч надійде нечутно
І не знайде мене на землі.
Загадка із поетичної спадщини Дмитра Білоуса:
А відгадайте-но: що я таке?
Всі хочуть, як народиться дитина,
щоб я було красиве і дзвінке,
бо носить все життя мене людина.
(Ім'я)

## Тематика загадок
Явища природи:
- А що сходить без насіння? (сонце)
- А що біжить без перестанку? (час)
- А що шумить без буйного вітру? (річка)

Людина:
- Між білими березами талалай плеще. (зуби, язик)

Рослинний і тваринний світ:
- Чотири чотирники, Два закопирники, А третій вертун. (корова)
- Хату на хаті має, жабам рахунок знає? (Лелека)
- Вдень мовчить, а вночі кричить (Сова)

Духовне життя людини:
- А що плаче — сліз не має? (серце)
- А що горить без полум'я? (любов)

Трудова діяльність:
Предмети побуту:
Знаряддя праці:
- Між ногами — тривога, на пузі дорога. (прядка)
- В лісі росте, у коня колихається, у баби теліпається. (сито)

Загадки можуть мати національні образи:
- Прийшли татари, людей забрали, а хата вікном утекла (Рибалка. Риба, вода, волок).
- Під одним козирком чотири козаки стоять (Ніжки стола).

Лексика загадки відображає побут, форми діяльності. Як правило, відображає історико-етнографічні особливості регіону, певну добу.
У загадці наявні традиційні епітети, порівняння, пестливі слова, гіперболізація (грім — віл; туман — хмара); звукописні слова Бігла по ярочку в однім чобіточку та все каже: Гуц, гуц! (Макогін).

## Виноски
1. ↑  Шестопал Матвій Слово до читача. в кн. Українські народні загадки, К.: Вид. АН УРСР, 1963, стор. 5
2. ↑  Онищук А. Переднє слово // 350 загадок молодим і старим на забаву, Коломия, 1911